# Kinase
Kinasen sind Enzyme, die einen Phosphatrest von einem Nucleosidtriphosphat (z. B. ATP) auf andere Substrate, dort insbesondere durch Reaktion mit Hydroxygruppen (-OH), übertragen und umgekehrt. Sie können durch andere Moleküle (z. B. Enzyme) aktiviert werden. Kinasen gehören neben den Aminotransferasen und Glykosyltransferasen zur Klasse der Transferasen. Nach dem EC-Nummer-Klassifikationssystem gehören sie in die Gruppe EC 2.7.
In der Geschichte der Biochemie war der Begriff „Kinase“ weit gefasst. So wurden auch Enzyme als Kinasen bezeichnet, die Zymogene in Enzyme umwandeln. Ein Beispiel ist die klassische Enterokinase, die heute Enteropeptidase genannt wird.

## Kinasen im Zuckerstoffwechsel
Eine Gruppe von Kinasen phosphoryliert Hydroxygruppen von Zuckermolekülen. Diese finden sich u. a. in beiden Phasen der Glykolyse
- in der „Sammelphase“ (Phosphorylierung der Glucose und Umwandlung in Glycerinaldehyd-3-phosphat unter ATP-Verbrauch): Hexokinase oder Glucokinase und Phosphofructokinase
- in der „Gewinnphase“ (Umsetzung von Glycerinaldehyd-3-phosphat zu Pyruvat unter ATP-Bildung): Phosphoglyceratkinase und Pyruvatkinase, zwei Enzyme, die an der Entstehung von ATP aus phosphorylierten Metaboliten (1,3-Bisphosphoglycerat bzw. Phosphoenolpyruvat) beteiligt sind. Im Sinne einer „Rückwärtsreaktion“ erfolgt dabei die Übertragung eines Phosphatrestes von einem Metaboliten hohen Gruppenübertragungspotentials auf ADP.

## Proteinkinasen
Hauptartikel: Proteinkinase
Weitere Akzeptorgruppen für Kinasen sind die alkoholischen Aminosäurereste von Proteinen. Die modifizierenden Enzyme, Proteinkinasen, bilden in höheren Zellen die zweithäufigste Proteinklasse. Sie werden entweder nach der Art der modifizierten Gruppe (Serin, Threonin, Tyrosin) eingeteilt, oder nach ihrem Aktivierungsmechanismus (z. B. Proteinkinase A, Proteinkinase B (vergl. Insulin/zelluläre Wirkungen), Proteinkinase C, Proteinkinase G). Die Wirkung dieser Kinasen kann durch spezialisierte Protein-Phosphatasen wieder rückgängig gemacht werden.

## Multifunktionelle Kinasen
Einige Kinasen phosphorylieren sowohl Metaboliten als auch andere Proteine. So phosphoryliert die Phosphoglycerat-Kinase 1 (PGK1) sowohl 3-Phosphoglycerat (mittels ATP) zu 2,3-Biphosphoglycerinsäure als auch mindestens 3 Proteine, z. B. Beclin 1 (beteiligt bei der Autophagie), PDHK1 (Pyruvatmetabolismus), und Bcl2 (Apoptose).